# Língua bondum
O bondum é uma língua falada pelos bonduns, sendo parte da família dogon. Também é conhecida por bondu-so, bondum-dom, e najamba-kindigué. A família linguística dogon é falada pelo grupo étnico dos dogons (que inclui os bonduns), povo nativo da África Ocidental, habitando a região do planalto central do Mali, ao sul da curva do rio Níger. O grupo de línguas dogon é um grupo próprio de línguas, considerado, pela comunidade linguística, distinto do grupo de línguas nigero-congolesas. As línguas dogon não são relacionadas a nenhuma outra família. Têm somente conexões e proximidade linguística entre si. Existe em torno de 400.000 falantes de linguas dogon, dos quais aproximadamente 24.700 falam bondum. É uma língua vulnerável à extinção, de acordo com o Endangered Languages Project.

## Etimologia
Há dois termos endônimos para o bondum: bondum-dom e najamba-kindigué. A etimologia da palavra bondum-dom é desconhecida, uma vez que é um termo que caiu em desuso. Uma comum interpretação da etimologia do segundo termo é que najamba é amálgama de nàlé (amigo) e jàmbá (traição), referindo-se a um evento em uma narrativa dogon. A etimologia da palavra kindigué também não é conhecida.
Como exônimo, os falantes da língua tommo so referem-se ao bondum como bondu-so, com radicais bòndú (referente aos bonduns) e sɔ́ (referente à linguagem ou comunicação). Assim, bondu-so significa 'língua dos bonduns".

## Distribuição

### Distribuição geográfica
Os povos dogons são nativos do planalto do Mali, próximo a Burkina Faso. Bonduns encontram-se mais ao norte, mais distantes de Burkina Faso. Outras línguas dogons próximas são duieri, dogul e tommo so.
Existem dois principais ramos da família dogon: o Norte (ou Noroeste) e Sul (ou Sudeste). Para facilitar a visualização, entende-se que a divisão dos dois ocorre no sentido sudoeste-nordeste.

### Dialetos e línguas relacionadas
O bondum é uma língua do grupo najamba-kindigué-bondu. Todos os dialetos desse grupo são mutuamente inteligíveis, sendo considerados uma contínuo dialetal, usualmente chamado de najamba-kindigué. As línguas do grupo dogon não têm relação com outras famílias línguisticas, não sendo parte das línguas nigero-congolesas.
Línguas dentre ramos são relativamente semelhantes entre si, mesmo que não inteligíveis, mas há bastantes diferenças entre o ramo Norte e o ramo Sul. O ramo Norte inclui o bondum e outras línguas, como dogul, mombo e ampari. Já o ramo Sul inclui línguas tais quais o tommo so, o toro so, e o grupo de línguas jamsay.
Há certa influência songai no que tange ao bondum, pela interação com língua tondi songway kiini. Não há contato entre o bondum e essa língua atualmente, mas houve interação entre esses povos no passado. Essa conexão entre as famílias línguisticas é de cunho majoritariamente vocabular.

## Fonologia

### Fonética

#### Consoantes
O bondum possui as seguintes consoantes:
|           | Bilabial | Alveolar | Palatal | Velar |
| --------- | -------- | -------- | ------- | ----- |
| Oclusiva  | pʰ b     | tʰ d     |         | kʰ g  |
| Nasal     | m        | n        | ɲ       | ŋ     |
| Africada  |          | d͡ʒ       |         |       |
| Fricativa |          | s        |         |       |
| Semivogal | w        |          | j       | (w)   |
| Líquida   |          | r l      |         |       |

Há versão surda e sonora de todas oclusivas. Todas as oclusivas surdas são aspiradas. 
Há também algumas consoantes alófonas, como a ocorrência da africada pós-alveolar surda [t͡ʃ] em casos específicos, substituindo, usualmente, a oclusiva velar surda [k]. Nesses casos, a palavra pronunciada [m̀bɛ́kʰɛ̀] (trocar), por exemplo, torna-se [m̀bɛ́t͡ʃɛ̀]. A oclusiva velar sonora [g] é, por vezes, transformada na fricativa velar sonora [ɣ], mas isto não é comum no bondum, sendo mais comum em outras línguas dogon. Esta ocorre sempre de maneira intervocálica, entre vogais abertas.
Em áreas com interação com a língua fula, pode haver glotalização da oclusiva bilabial sonora [b] ou da oclusiva alveolar sonora [d], ou a ocorrência da fricativa não-sibilante glotal [h]. Palavras que sofrem pela primeira mudança são usualmente estrangeirismos, mas pode haver outras palavras que sofram desse fenômeno. Exemplo disso é [ɗíllɛ́] (espirro), ao invés de [díllɛ́]. A ocorrência da fricativa é somente mediante estrangeirismos, como em [hɛ́llɔ̀] (lado oposto).
Além dos casos de interação com a língua fula, há uma série de fonemas do bondum que ocorrem exclusivamente em estrangeirismos. Esse é o caso da fricativa labiodental surda /f/, que ocorre majoritariamente em palavras derivadas do árabe, tal qual [àlfâ] (homem sagrado).  Isto ocorre também com a fricativa alveolar sonora /z/, que ocorre em palavras como [sàrzâ] (sargento).

#### Vogais
O bondum possui as seguintes vogais: 
|                   | Vogal anterior | Vogal posterior |
| ----------------- | -------------- | --------------- |
| Vogal fechada     | i (i:)         | u (u:)          |
| Vogal semifechada | e (e:)         | o (o:)          |
| Vogal semiaberta  | ɛ (ɛ:)         | ɔ (ɔ:)          |
| Vogal aberta      | a (a:)         |                 |

Há sete vogais no bondum: as vogais anteriores fechada /i/, semifechada /e/, semiaberta /ɛ/ e aberta /a/, e as vogais posteriores fechada /u/, semifechada /o/ e semiaberta /ɔ/. Todas as vogais ocorrem tanto na forma curta quando na forma longa, que é pronunciada por um período estendido de tempo.
Versões nasais das vogais occorem, mas não são comuns. Sua ocorrência é em interjeições, onomatopeias, e estrangeirismos.

#### Tons
O bondum é um língua tonal, ou seja, há palavras, sufixos, ou outras partículas gramaticais que só podem ser diferenciadas pela entonação. No bondum, toda palavra é tonal, ou seja, não existe palavra sem tom definido. Cada tom é representado por um diacrítico. Existem 5 tons na língua:
| Tom                             | Característica                                                | Diacrítico | Exemplo                    |
| ------------------------------- | ------------------------------------------------------------- | ---------- | -------------------------- |
| Tom alto (˦)                    | Pronunciada em tom alto                                       | ◌́          | Kól (nome de uma cidade)   |
| Tom baixo (˨)                   | Pronunciada em tom baixo                                      | ◌̀          | ìnè- (flexão do verbo ir)  |
| Tom crescente (˨˦)              | Primeiramente em tom baixo, depois em tom mais alto           | ◌̌          | Bǔl (nome nativo de Sirou) |
| Tom decrescente (˦˨)            | Primeiramente em tom alto, depois em tom mais baixo           | ◌̂          | èndê: (criança)            |
| Tom crescente-decrescente (˨˦˨) | Primeiramente em tom baixo, depois alto, depois baixo de novo | ◌᷈          | mɔ᷈: (pescoço)              |

A ocorrência do tom crescente-decrescente é rara, aparecendo somente em radicais monossilábicos ou em substantivações de verbos monossilábicos.
Os tons têm, por vezes, função gramatical: uma mudança na inflexão dos tons do radical, por exemplo, ou a tonicidade de sufixos adicionados, resulta em alterações no tempo e no modo verbais. Adicionando o sufixo -ndí, por exemplo, alcança-se o presente negativo, enquanto se adicionar-se -ndì, tem-se o futuro negativo.
Ocorrem, de modo excepcional, certos sufixos que não possuem tom definido, os sufixos átonos. Quando isso ocorre, esses sufixos tomam para si o mesmo tom da sílaba anterior do radical que modificam, seja ele omitido pela adição do sufixo ou não. Isso ocorre com a palavra á:ràbù (árabe), que torna-se á:ràbù-mbò no plural (árabes) por meio da adição do sufixo átono -mbo, que assume o tom baixo (꜕) da sílaba rù. Ao adicionar-se o sufixo -mbo ao radical kórò (galinha), -mbo assume o tom baixo (꜕) da sílaba rò, mas há mudança no radical, que torna-se kôr, formando kôr-mbò (galinhas). É importante notar que o sufixo manteve o tom da última sílaba do radical inicial, e não do final.

### Fonotática

#### Estrutura silábica
No que tange à fonotática da língua bondum, as sílabas no bondum apresentam-se, tipicamente, em uma de três estruturas: CV, CV:, ou CVL. 
No CV (consoante-vogal), apresenta-se uma consoante, seguida por uma vogal simples. É o caso da segunda sílaba da palavra bòndú. No CV: (consoante-vogal longa), apresenta-se uma consoante, seguida de uma vogal longa, em contraposição ao CV, que apresenta vogal curta. É o caso de nò:, que significa pessoa. No caso do CVL (consoante-vogal-líquida), apresenta-se uma consoante, seguida por uma vogal simples, seguida por uma consoante líquida. É o caso de tár, verbo auxiliar.
| Estrutura | Exemplo | Tradução       |
| --------- | ------- | -------------- |
| CV        | bòndú   | "povo bondum"  |
| CV:       | nò:     | "pessoa"       |
| CVL       | tár     | verbo auxiliar |

Existem algumas sílabas que ocorrem raramente, ou em condições específicas. Essas são CV:L e NCV.
No caso da estrutura CV:L (consoante-vogal longa-líquida), apresenta-se uma consoante, seguida por uma vogal longa, seguida por uma consoante líquida. É bastante incomum.
No que tange ao NCV (nasal-consoante-vogal), apresenta-se uma consoante nasal, seguida por outra consoante qualquer, seguida por uma vogal simples. Não ocorre isoladamente em palavras, somente no encontro consonantal LNC (líquida-nasal-consoante). Encontros consonantais NC (Nasal-Consoante) na mesma sílaba são passíveis de existência, mas é difícil testá-los, e não há confirmação disso atualmente.
Ocasionalmente, há divergência das estruturas silábicas apresentadas, havendo sílaba que se inicia com uma vogal (V). Essa ocorre sempre na primeira sílaba de uma palavra, e é decorrente da omissão da consoante inicial (C). Isso se deve a radicais que omitem a consoante inicial (C), e não ocorre em prefixos, por exemplo.  A vogal inicial é, na maioria dos casos, curta, mas pode haver, raramente, vogal inicial longa.

#### Encontros consonantais
Pode haver encontro consonantal CC no início de palavras quando uma consoante nasal ocorre antes de uma oclusiva sonora. A maior parte das palavras com tais encontros são derivadas da língua fula, mas há algumas palavras de origem dogon que também têm essa formação.
Pode haver encontro consonantal CC medial geminado ou não-geminado. Grande parte dos casos do encontro consonantal medial geminado é com estrangeirismos, especialmente aqueles da língua fula, como em kóllí (tossir). Encontros mediais não geminados ocorrem com certa frequência, especialmente entre consoantes nasais e oclusivas vozeadas (como em yɛ́ndɛ, oeste). Existe, mas com menos frequência, encontro de uma nasal e uma oclusiva desvozeada (como em hámpɛ́, mastigar). Pode haver encontro consonantal CCC medial com uma consoante não-nasal, seguida por uma nasal e uma oclusiva vozeada. Isso ocorre em ùjùrmbó (suor).
Não há encontro consonantal ao fim das palavras no bondum.

#### Síncope e apócope vocálicas
Há omissão da vogal [i] em verbos após consoantes soantes intervocálicas e, na maioria das vezes, após o [m]. Por exemplo, quando adicionado o sufixo reversivo -lí ao verbo gìbír (empacotar), tem-se gìbíl (desempacotar) ao invés de gìbílí, pois há síncope da vogal [i]. Não há síncope ou apócope vocálica em substantivos ou adjetivos no bondum. Há omissões pontuais de vogais, mas essas são assimilações consonantais e não síncopes.

## Ortografia

### Escrita
O bondum não tem escrita própria, havendo somente a tradição oral. A língua bondum é somente transcrita para o alfabeto latino.

### Transcrição consonantal
A seguir estão as transcrições das consoantes do bondum. Destaca-se o emprego de <j> para [d͡ʒ], e o emprego de <y> para [j]. Além disto, essa transcrição é completamente fonética; cada letra é associada a somente um som.
| Fonema representado | Letra que o representa |
| ------------------- | ---------------------- |
| pʰ                  | p                      |
| b                   | b                      |
| tʰ                  | t                      |
| d                   | d                      |
| kʰ                  | k                      |
| g                   | g                      |
| m                   | m                      |
| n                   | n                      |
| ɲ                   | ɲ                      |
| ŋ                   | ŋ                      |
| d͡ʒ                  | j                      |
| s                   | s                      |
| w                   | w                      |
| j                   | y                      |
| l                   | l                      |
| r                   | r                      |

### Transcrição vocálica
A seguir estão as transcrições das vogais do bondum. Vogais longas são representadas ao adicionar dois pontos (:) após a vogal. Essa transcrição é também completamente fonética. 
| Fonema representado | Letra que o representa |
| ------------------- | ---------------------- |
| i                   | i                      |
| u                   | u                      |
| e                   | e                      |
| o                   | o                      |
| ɛ                   | ɛ                      |
| ɔ                   | ɔ                      |
| a                   | a                      |

### Transcrição tonal
A seguir estão os tons da língua e suas transcrições. O tons no bondum são escritos mediante diacríticos. Isso vai ao encontro do método disposto pelo Alfabeto Fonético Internacional.
| Tom representado            | Sinal diacrítico que o representa |
| --------------------------- | --------------------------------- |
| Alto (˦)                    | ◌́                                 |
| Baixo (˨)                   | ◌̀                                 |
| Crescente (˨˦)              | ◌̌                                 |
| Decrescente (˦˨)            | ◌̂                                 |
| Crescente-decrescente (˨˦˨) | ◌᷈                                 |

## Gramática

### Sentença

#### Ordem da sentença
No bondum, a ordem da sentença é estritamente sujeito-objeto-verbo (SOV). Em todas as frases do bondum, menciona-se primeiro o sujeito, depois o objeto, depois o verbo. A seguir, há uma frase de exemplo:
- nò: èndê: gàlìyɛ.

Nessa frase, nò: significa "pessoa" e é o sujeito, èndê: significa "criança" e é o objeto, e gàlìyɛ é flexão do verbo gàlì (brigar, dar bronca), sendo o verbo. Assim, traduzindo diretamente, tem-se "pessoa criança briga", ou seja, "uma pessoa briga com uma criança".

#### Alinhamento
No que tange ao alinhamento morfossintático, o bondum é uma língua nominativa-acusativa, o sujeito de um verbo intransitivo não é distinto do sujeito de um verbo transitivo, enquanto o objeto de um verbo transitivo é marcado. Existe a partícula gí, uma partícula acusativa (que marca o objeto) mas é opcional, não ocorrendo sempre.

#### Frase nominal
A ordem de palavras que compõem uma frase nominal no bondum é estrita:
1. possessor;
2. substantivo;
3. adjetivo(s);
4. numeral;
5. possessor + partícula gramatical;
6. determinantes: 
  - demonstrativo;
  - definido;
7. quantificador universal.

A frase, por exemplo "as duas casas grandes do meu pai" é dita ḿ bà òlè gìndɛ́: nô:y, onde ḿ bà significa "meu pai" (possessor), òlè significa "casas", gìndɛ́ significa "grande", e nô:y significa "dois". Isso segue a ordem exposta acima.
Adjetivos e numerais ocorrem em sequência, imediatamente após o substantivo.
O possessor pode ser mencionado tanto antes (número 1) como após (número 5) o substantivo, vindo, no segundo caso, após o numeral. Para a maioria dos possessores nominais, há a obrigatoriedade da posição 1. No caso de pronomes e alguns substantivos, podem ser postos tanto antes como após o substantivo se forem possessores. Se postos após, são acompanhados pela partícula gramatical yɛ̀.
Os determinantes são apresentados após o possessor unido à partícula gramatical, e ocorrem em dois tipos: demonstrativos, que ocorrem primeiro, e definidos, que ocorrem em sequência. Para dizer "essas casas (conhecidas)", diz-se òlè ěy yè, com òlè significando "casas", ěy significando "essa", e yè agindo como determinante definido, marcando que as casas são conhecidas.
O quantificador universal é a partícula dîn, e significa "todos" ou "cada". É mencionado por último, como em òlè gìndɛ́: kɛ́:jɛ̀y yé dîn, que significa "todas as grandes casas" ou "cada uma das grandes casas".

### Substantivos

#### Animacidade
Substantivos podem ser divididos entre animados e inanimados de forma gramatical. Seres humanos e animais são considerados animados, além de outras entidades. Os substantivos inanimados são os restantes. Substantivos inanimados têm duas classes de concordância (concordância de terminações a depender da palavra): palavras com terminação e no singular (classe E) e palavras com terminação o no singular (classe O). O plural de palavras inanimadas sempre tem terminação e. Palavras animadas têm concordância oposta à classe O, com singular e e plural o.
|           | Singular | Plural |
| --------- | -------- | ------ |
| Animado   | E        | O      |
| Inanimado | O        | E      |
| Inanimado | E        | E      |

#### Classes de substantivos
Existem 3 divisões relevantes para substantivos no bondum: número, animacidade, e as classes de concordância. Pode-se separar os substantivos no bondum em quatro classes:
1. A forma singular e a forma plural são as mesmas;
2. A forma plural é marcada por mudança da vogal final;
3. A forma plural é marcada pelo sufixo -mbo (animados e pseudoanimados);
4. A forma singular é marcada pelo sufixo opcional -ŋgo ou -ŋge.
  - Classe de animacidade O: -ŋgo;
  - Classe de animacidade E: -ŋge.

A classe 1 é reservada para substantivos com unidades não definidas (como mel), substantivos com caráter único (Deus, Sol) ou estrangeirismos não-assimilados, em que simplesmente não diferencia-se entre singular e plural. Há também alguns substantivos inanimados na classe 1 em que outras partes da sentença concordam com o número do substantivos, mas a palavra em si não é alterada.
Na classe 2, que abrange substantivos animados e também inanimados, há alteração da vogal final do substantivo, tornando-o plural. Esse é o caso de ínè (cabra), que, no plural, torna-se ínà: (cabras) no plural.
Na classe 3, há a adição do sufixo átono -mbo após o substantivo, tornando o plural. Esse sufixo é obrigatório, ou seja, deve sempre ocorrer quando formado o plural da palavra. Esse é o caso de tìŋgá (agama), que torna-se tìŋgà-mbó (agamas) no plural.
Na classe 4, há a adição dos sufixos átonos -ŋgo ou -ŋge ao fim de uma palavra para torná-la singular. As palavras dessa classe tem sua forma padrão como a forma plural, e adiciona-se esse sufixo para obter-se a forma singular. No entanto, esse sufixo é opcional, sendo muitas vezes omitido na fala. Mesmo que haja omissão do sufixo, o resto da sentença ainda concorda com número. O sufixo -ŋgo é usado para palavras inanimadas da classe de animacidade O, como em sìmbá (caules), que é sìmbá-ŋgó (caule) no singular. O sufixo -ŋge é usado para palavras inanimadas da classe de animacidade E, como em gúlì: (cabanas), que é gúlì:-ŋgè (cabana) no singular.
A seguir, uma tabela dos singulares e plurais das classes 3 e 4.
|          | Singular | Plural |
| -------- | -------- | ------ |
| Classe 3 | -        | -mbo   |
| Classe 4 | -ŋgo     | -      |
| Classe 4 | -ŋge     | -      |

Há, também, dois substantivos com plurais supletivos:
- yɛ̂: (animal), cujo plural é bómbò; e
- kóŋgò (coisa), cujo plural é yèpà:bé.

### Verbos
Os verbos no bondum podem ser flexionados de acordo com tempo, aspecto, além de variarem por pessoa e número. Há também variação no modo verbal, com, além do indicativo, os modos imperativo, que indica ordem ou comando, e o hortativo, que indica incentivo, desejo ou apelo.

#### Tempo verbal
Os tempos verbais no bondum são três: presente, futuro e passado.
O presente no perfectivo é indicado pela ausência de partícula. Para indicar o imperfectivo, emprega-se partícula njò. Essa partícula indica que a ação está sendo realizada no momento da fala. Pode ter leve característica progressiva ou habituativa. Ao ser marcado quanto ao número e pessoa mediantes o pronome pessoal posterior, pode haver omissão da vogal ò antes de pronomes cuja forma posterior é uma vogal, como a segunda pessoa ou a terceira pessoa animada do plural. Na segunda pessoa do plural, por exemplo, a marcação de tempo, número e pessoa é feita ao adicionar nj-è: após o verbo, ao invés de njò-è, pois há omissão da vogal è.
O futuro é marcado pela partícula mbô (ou m̀, no caso da terceira pessoa do singular). É adicionado após o verbo. A mesma omissão vocálica que ocorre com a partícula presente ocorre com a partícula futura, omitindo-se, nesse caso, a vogal ô.
O passado é marcado pela partícula bɛ̀. É adicionado após o verbo. A mesma omissão vocálica que ocorre com a partícula presente ocorre com a partícula passada, omitindo-se, nesse caso, a vogal ɛ̀. Para indicar-se o passado de ser ou estar, simplesmente substitui-se o verbo bò pela partícula.

#### Aspecto verbal
No bondum, há a diferenciação dos verbos em dois aspectos: perfectivo e imperfectivo. Enquanto o perfectivo indica que uma ação é finalizada, o imperfectivo indica que a ação ainda está (ou esteve) ocorrendo.
No presente, marca-se o perfectivo pela ausência de sufixo. A adição do sufixo relativo ao presente torna-o imperfectivo. Para marcar outros tempos gramaticais como perfectivos, adiciona-se jò (ou sua forma jògâ:) após o verbo, indicando que a ação é ou já foi terminada.

#### Modo verbal
O imperativo, que indica que a ação é uma ordem, é marcado por mudança vocálica do verbo. No bondum, o imperativo ocorre em relação às segundas pessoas do singular e plural. Por exemplo, o verbo kwɛ́ (comer), torna-se kwá, indicando que está no imperativo ("Come!"). Para indicar o plural imperativo, adiciona-se ao singular imperativo a partícula m̀, tornando kwá ("Come!") em kwám̀ ("Comei!"). Diferencia-se isso do tempo verbal futuro na terceira pessoa pelas mudanças vocálicas.
O hortativo, que indica que a ação é um incentivo ou apelo, é marcado por mudança vocálica do verbo e a adição da partícula -ý e seu plural -ỳ (a diferença entre as duas partículas é sua tonicidade). Ocorre também somente em relação às segundas pessoas. Por exemplo, o verbo dɛ̀njɛ́ (acertar, atingir), torna-se dènjàý ("Acerta algo!"), sendo uma recomendação. No plural, realiza-se uma mudança vocálica idêntica, mas altera-se a tonicidade da palavra, além de alterar a tonicidade da partícula -y, resultando em dènjáỳ ("Acertai algo!"), sendo também uma recomendação.

#### Pessoa e número
Pode-se flexionar por pessoa e número mediante pronomes. Quando faz-se isso, adiciona-se a forma reta posterior (ou enclítica) do pronome, em forma de sufixo, após o verbo, indicando a pessoa, número, e, no caso da terceira pessoa, a animacidade. Existe também a forma reta anterior (ou proclítica) do pronome, que ocorre antes do verbo, como partícula separada (ao invés de ocorrer como prefixo), presente em algumas instâncias, como em cláusulas relativas. Por exemplo, ǹdɛ̀ (dar) torna-se ǹdɛ̀ḿ (eu dou) ao adicionar-se o pronome ḿ, sendo a versão posterior. Para ter-se a versão anterior, formaria-se mí ǹdɛ̀ (eu dou). 

### Pronomes
O bondum tem pronomes pessoais de primeira pessoa, segunda pessoa, e terceira pessoa, no singular e no plural. A terceira pessoa é dividida em animada e inanimada, e a terceira pessoa singular inanimada é dividida em classe E e classe O, de acordo com as classes nominais do bondum. A forma básica do pronome é usada de forma proclítica, antes de posposições ou outras partículas gramaticais. O pronome do caso reto pode ocorrer tanto antes como depois do verbo. Usualmente, ocorre após o verbo como sufixo, mas, em cláusulas relativas, por exemplo, pode vir antes do verbo.
|                             |                   | Básico | Caso reto | Caso reto | Caso oblíquo | Possessor |
| anterior                    | posterior         | Básico |           |           | Caso oblíquo | Possessor |
| --------------------------- | ----------------- | ------ | --------- | --------- | ------------ | --------- |
| Primeira pessoa             | singular          | mí     | mí        | -m        | mí gì        | mí        |
| Primeira pessoa             | plural            | í      | í         | -y        | í gì         | í         |
| Segunda pessoa              | singular          | ó      | ó         | -ɔ ~ -o   | ó gì         | ó         |
| Segunda pessoa              | plural            | é      | é         | -ɛ ~ -e   | é gì         | é         |
| Terceira pessoa (animado)   | singular          | mó     | mó        | -         | mó gì        | mó        |
| Terceira pessoa (animado)   | plural            | bé     | bé        | -ɛ ~ -a   | bé gì        | bé        |
| Terceira pessoa (inanimado) | singular classe O | kó     | kó        | -         | kó gì        | kó        |
| Terceira pessoa (inanimado) | singular classe E | ké     | ké        | -         | ké gì        | ké        |
| Terceira pessoa (inanimado) | plural            | ké     | ké        | -         | ké gì        | ké        |

### Posposições
O bondum possui, como o português, uma série de adposições. Entretanto, na medida em que o português tem adposições prepostas, isso é, que são postas antes do termo a que se referem, no bondum elas são pospostas, referindo-se ao termo anterior. Algumas posposições são equivalentes a mais de uma preposição no português. A posposição mà não tem tradução direta para o português. A seguir, uma lista de posposições e locuções pospositivas e suas traduções para o português:
| Posposições no bondum | Preposições no português |
| --------------------- | ------------------------ |
| kùl mà                | dentro                   |
| dòm                   | sobre (assunto)          |
| kì: mà                | sobre (acima)            |
| sɔ̀n                   | ao lado                  |
| gìr mà                | à frente                 |
| bàndì mà              | atrás ou após            |
| dù: mà                | sob                      |
| bènàn mà              | entre                    |
| gɛ̀ndɛ                 | em volta                 |
| mà                    | locativa-instrumental    |

## Vocabulário

### Numerais
A seguir, alguns numerais em Bondum. O número 1 tem duas versões, a depender da classe de animacidade do substantivo a que se refere:
| Numeral em português | Numeral em bondum |
| -------------------- | ----------------- |
| 1                    | kúndú (classe O)  |
| 1                    | kúndé (classe E)  |
| 2                    | nô:y              |
| 3                    | tà:ndî            |
| 4                    | kɛ́:jɛ̀y            |
| 5                    | nùmî:             |
| 6                    | kúlèy             |
| 7                    | swɛ̂y              |
| 8                    | sá:gì:            |
| 9                    | twây              |
| 10                   | píyɛ́lì            |

Para dizer-se números maiores que dez, emprega-se a partícula sìgá, equivalente a "e", havendo mudança no radical. Para dizer-se onze, por exemplo, diria-se pɛ́: sìgá kúndú (dez e um, ou seja, onze). É importante notar a mudança no radical correspondente a dez (píyɛ́lì, que tornou-se pɛ́:). A seguir, valores em dezenas, os quais são adicionados a unidades pelo mesmo método:
| Numeral em português | Numeral em bondum | Numeral com partícula sìgá |
| -------------------- | ----------------- | -------------------------- |
| 10                   | píyɛ́lì            | pɛ́: sìgá                   |
| 20                   | pɔ̌:nɔ̀y            | pɔ̌:nɔ́ sìgá                 |
| 30                   | pɔ́tà:ndì:         | pɔ́tà:ndí sìgá              |
| 40                   | pɔ̀lɔ́kɛ́jɛ̀y         | pɔ̀lɔ́kɛ́jɛ́ sìgá              |
| 50                   | pɔ̀lɔ́nùmî:         | pɔ̀lɔ́nǔm sìgá               |
| 60                   | pɔ̀lɔ́kúlêy         | pɔ̀lɔ́kúlé sìgá              |
| 70                   | pɔ̀lɔ́swɛ̂y          | pɔ̀lɔ́swɛ́ sìgá               |
| 80                   | pɔ̀lɔ́sá:gì:        | pɔ̀lɔ́sá:gí sìgá             |
| 90                   | pɔ̀lɔ́twây          | pɔ̀lɔ́twá sìgá               |

### Texto em bondum
A seguir, o depoimento de uma mulher em bondum, e a respectiva tradução para o português:
| Texto em bondum                    | Texto em português                             |
| ---------------------------------- | ---------------------------------------------- |
| í dìnɔ̂:                            | Nós nascemos                                   |
| í bàmbò í ǹbò dìnɛ́:ỳ               | entre nossos pais e mães.                      |
| dɔ̀gɔ̀gwǎ:n má ɲǎ: bɔ᷈: kày           | Do que havia antes no país Dogon,              |
| mànɛ̂: kwámbɛ̀y                      | comíamos refeições,                            |
| sòlé námbɛ̀y                        | bebíamos mingau de painço,                     |
| ɛ́mɛ̀: námbɛ̀y                        | bebíamos leite,                                |
| í ǹbò í bàmbò                      | nossos pais e mães                             |
| í kómándíyàm                       | cuidavam bem de nós.                           |
| í bàmbò nàwó: ínà: jógòmbà         | Nossos pais tinham vacas e cabras,             |
| tòmbó gì dìmbíyɛ̀mbò,               | eles viviam juntos,                            |
| tòmbó mà pa:m nǎ:n nɛ̀ pa:m᷈ dùmíyɛ́  | e havia harmonia entre eles.                   |
| kày íyó nù:, í òndú                | Hoje em dia, isso não existe.                  |
| ɲǎ: í bàmbò,                       | Antigamente, nossos pais                       |
| bé òndò: gì sɛ̌ nɛ̀ kúmbíy kóndí nɛ̀. | cuidavam de seus filhos tranquilamente.        |
| bǎ: mó èndè: gì kúmbò mɛ́           | Se um pai cuidasse de seu filho,               |
| èndê: bǎ:ǹ gì dímbàmbɛ́             | o filho obedeceria seu pai.                    |
| kà: íyó nù:,                       | Mas hoje em dia,                               |
| èndê: mó bǎ: mó gì dìmbàndí        | o filho não obedece o pai,                     |
| bǎ: mó là èndê: mó gì dìmbàndí     | e o pai também não segue o filho.              |
| kó àŋgúý ló,                       | Qual o motivo                                  |
| gwǎ: ké ɲàm jè mó                  | do mundo ter sido arruinado?                   |
| gwǎ: ké ɲǎmbò mó gìnɔ̂:             | A nação está destruída.                        |
| gwà:ɲàmǐn kó là àŋgúý ló           | Qual o motivo da ruína do país?                |
| à:lé yà: tégàndè:                  | É porque não há foco.                          |
| wánà: nɛ́:mà òndú                   | Não há mais bons tempos.                       |
| nɛ́:mà òndú mɛ́ nù,                  | Se não há mais bons tempos,                    |
| háwràl bàm ló                      | haverá concórdia?                              |
| gà:gɛ́: mà pa:m᷈ dùmàmbò: ló         | Conseguirás a concórdia de uma pessoa faminta? |
| áy jògâ: îm mà                     | Da boca de uma pessoa cansada,                 |
| síyɛ̀ŋgò gòm ló                     | sairá algo de bom?                             |